# Bożena Przyłuska
Bożena Przyłuska é uma ativista secular polonesa que cofundou o Congresso da Secularidade (em polonês: Kongres Świeckości). Ela se tornou membro fundador do Conselho Consultivo criado em 1 de novembro de 2020 no contexto dos protestos poloneses de outubro de 2020.

## Ativismo secular
Przyłuska foi motivada a participar em ativismo secular depois que seus filhos foram forçados a estar presentes em sala de aula durante aulas da religião católica e, de acordo com ela, “foram doutrinados”. Ela declarou que a maioria das escolas discriminavam crianças que não participassem das aulas de religião, colocando-se as aulas no meio da programação. Ela se tornou coordenadora do grupo “Escola Secular” (em polonês: Świecka Szkoła) que se iniciou em Varsóvia e reuniu 150 mil assinaturas em favor de um projeto de lei que passou pela primeira votação na Câmara Baixa do Parlamento polonês, o Sejm.
Przyłuska é uma das fundadoras e, desde junho de 2020, a vice-presidente do Congresso da Secularidade.
Przyłuska descreveu o Protesto Negro de 2016 como a quebra de um tabu de cidadãos com medo de criticar a Igreja nas questões de testes médicos pré-natais, contracepção, fertilização in vitro e educação sexual. Ela justificou os protestos em frente às igrejas como uma ajuda para quebrar o tabu, de modo que os padres parassem de se sentir intocáveis e acima da lei. Przyłuska foi uma porta-voz para a Greve de Todas as Mulheres Polonesas e ações em frente ao Sejm em outubro de 2020. Em maio, ela disse que as ativistas de direitos humanos tinham sido atacadas nas ruas por “fanáticos religiosos” cuspindo, empurrando, usando linguagem vulgar e impedindo a coleta de assinaturas.
Em junho de 2020, Przyłuska foi uma das autoras da proposta de lei “Estado Secular”. Ela descreveu a proposta como a criação de uma lei que proíba a “corrupção igreja-administrativa”. Ela declarou que ninguém da estrutura da Igreja Católica na Polônia, em qualquer nível de organização, tinha que revelar o seu status financeiro. Ela mencionou as estimativas de rendimentos variando entre 8 e 14 bilhões de zloty por ano. Przyłuska disse que a proposta de lei busca exigir que a Igreja declare sua renda para o Tesouro Polonês, sem detalhar as contas de modo a evitar violar a Concordata de 1993 entre a Santa Sé e a Polônia; proibir o Estado de doar terras à Igreja em compensação ao apoio eleitoral; cancelar um fundo de seguro saúde para a Igreja; e requerer a taxação de alguns usos da renda da Igreja.
Przyłuska foi um dos fundadores do Conselho Consultivo que foi criado em 1 de novembro de 2020, no contexto dos protestos poloneses de outubro de 2020.

## Vida pessoal
Em abril de 2020, Przyłuska declarou publicamente no Twitter que ela tinha feito um aborto. Em um dia, o seu comentário recebeu 9000 curtidas e 1,6 milhão de compartilhamentos. Ela reclamou da dominação da discussão religiosa sobre a discussão médica em relação ao aborto. Przyłuska disse que era importante que as histórias das mulheres sobre os seus abortos “tivessem um rosto”.